# The Last Winter
(Tagline del film)
The Last Winter è un film horror del 2006 diretto da Larry Fessenden.
Il film è uscito nelle sale americane il 6 agosto 2007, mentre nelle sale italiane il 24 settembre 2009. È stato girato negli Stati Uniti, in Alaska e in Islanda; la pellicola ha numerosi richiami alla Serie tv del 1959 Ai confini della realtà.

## Trama
Tundra artica del 1968, la KIK corporation effettua una serie di trivellazioni nel territorio denominato Rifugio Nazionale della fauna artica, del tutto inesplorato dall'uomo, e racchiude le informazioni scoperte nel sottosuolo in una cabina bianca. Alaska, giorni odierni, la North Industries, compagnia petrolifera americana realizza, con grande dispendio economico, una base di controllo e supervisione per mappare la regione e individuarne i punti più idonei per la trivellazione. Il capo della struttura, Ed Pollack, dirige i lavori con polso e risolutezza e tutto sembra andare per il meglio; ma un giorno giunge alla base il geofisico James Hoffmann, che, compiendo dei rilevamenti, scopre che le temperature si stanno insolitamente alzando, il permafrost si sta sciogliendo troppo rapidamente, e le fluttuazioni climatiche sono del tutto incostanti rispetto al normale. Il giovane Maxwell, curioso di sapere cosa contiene la cabina bianca, si reca al pozzo della KIK, mentre Hoffmann avverte un forte vento e vede delle orme che circondano la sua tenda. Maxwell non torna alla base, e tutti sono preoccupati, ma improvvisamente il giovane rientra, visibilmente scosso: ha visto qualcosa, ma è in stato confusionale e non riesce a spiegare. Intanto anche Elliott, recatosi alla tenda, sente un crepitio di passi, e nota che il suo naso sta sanguinando. Il clima si surriscalda, anche a causa di Ed, che è restio ad accettare la relazione tra Hoffmann e Abbie. Maxwell dice ad Hoffmann che sta accadendo qualcosa di terribile nel ghiaccio e che un luogo sacro è stato violato. La mattina seguente lo stesso Maxwell, scomparso dalla base, viene ritrovato a miglia di distanza, assiderato e con gli occhi asportati. Pollack, Hoffmann e gli altri trovano un video girato dal ragazzo poco prima di morire: le frasi, seppure sconnesse, parlano di strane sensazioni e di forze oscure nella neve, e un'ombra azzurra sembra intravedersi nell'oscurità prima che il filmato finisca. Tutti sembrano scossi, Ed accusa Hoffmann di aver influenzato Maxwell con le sue ipotesi e cominciano a manifestarsi allucinazioni e comportamenti insoliti. Hoffmann suppone che l'acido solfidrico sotto il ghiaccio perenne stia risalendo a causa dell'aumento di temperatura, e che stia lentamente alterando le loro menti. La mattina, Elliott viene trovato morto nel suo letto, in una pozza di sangue: è la goccia che fa traboccare il vaso, e tutti decidono di abbandonare la base per un controllo medico. L'aereo di soccorso, tuttavia, colto da turbolenza, precipita sulla base, squarciandola e privandola di ogni protezione ed elettricità. Hoffmann vorrebbe andare, con l'unica motoslitta rimasta, al villaggio Inuit di Fort Crow, per chiedere aiuto; ma Pollack decide di dirigersi verso un cantiere stradale più vicino alla base. Hoffmann e Pollack si dirigono sul posto, ma trovano solo i camion, e per giunta privi di benzina. Intanto nella base, i segni di squilibrio raggiungono l'apice: Lee scompare, Dawn, la nativa eschimese, soffoca Motor in un attimo di follia isterica e viene inavvertitamente uccisa nella successiva colluttazione con Abbie, che rimane da sola nella base. Nel frattempo, Pollack e Hoffmann, accampatisi a poche miglia da Fort Crow, accendono un fuoco e decidono di passare la notte per provare a camminare il mattino seguente; nella notte, spaventato da strani rumori, Hoffmann scorge delle inspiegabili creature dalle ombre azzurre nell'oscurità, ma Pollack, che non vede nulla, pensa che Hoffmann abbia le allucinazioni e colpisce il collega con una torcia, dirigendosi verso la città. Al risveglio, Hoffmann riesce a comunicare con Abbie, e vede Pollack disteso a terra nella neve. È un attimo, qualcosa spinge Hoffmann a terra, e rialzandosi, scorge nuovamente l'incredibile figura spettrale, a due passi da Pollack; appena il tempo di sparare un razzo di segnalazione, che la creatura porta via con sé Hoffmann, in una scia di indefinibile velocità, mentre altri esseri di natura misteriosa uccidono Pollack, inerme. Abbie, svenuta, si ritrova in una base medica in una vicina città, e nota immediatamente la totale assenza di personale nell'edificio: colta da disperazione, comprende che qualcosa di terribile ed inspiegabile è passata anche da lì.